# يوسف بن ماهك
يوسف بن ماهك بن بهزاذ الفارسي المكي. من رواة الحديث وهو ثقة. من موالي أهل مكة. أَصله من فَارس سكن مكة. وكان مولى للحضرميين وكان ينزل فيهم بمكة. وكان من خيار التابعين. تُوفي سنة ثلاث عشرة ومائة.

## روايته للحديث النبوي
- روى عن: أم المؤمنين عائشة وأبي هريرة وحكيم بن حزام وعبد الله ابن صفوان وعبد الله بن عباس وعبد الله بن عمر وعبيد بن عمير وحفصة بنت عبد الرحمن ابن أبي بكر وأبيه ماهك وأبي مسيكة وغيرهم. وأرسل عن أبي بن كعب.
- وعنه: عطاء بن أبي رباح وهو من اقرانه وأيوب وأبو بشر وحميد الطويل وأبو خثيم وابن جريج وإبراهيم بن مهاجر وعمرو بن مرة ويعلى بن حكيم والوليد بن عبد الله بن أبي مغيث وأبو زيد عبد الملك بن ميسرة العامري وجعفر بن سليمان الضبعي وآخرون.[5]

## أقوال العلماء فيه
أقوال علماء الجرح والتعديل فيه:
- قال أبو حاتم بن حبان البستي: مولى للحضرميين.
- قال أحمد بن شعيب النسائي: ثقة.
- قال ابن حجر العسقلاني: ثقة.
- قال الذهبي: ثقة.
- قال عبد الرحمن بن يوسف بن خراش: ثقة عدل.
- قال محمد بن سعد كاتب الواقدي: ثقة قليل الحديث.
- قال يحيى بن معين: ثقة.